# Лепот, Николь-Рейн
Нико́ль-Рейн Лепо́т, урождённая Этабль де Лабриер (фр. Nicole-Reine Lepaute; 5 января 1723, Париж — 6 декабря 1788, Сен-Клу), — первая французская женщина-математик и астроном.

## Биография
Николь-Рейн Этабль де Лабриер родилась 5 января 1723 года в Люксембургском дворце в Париже, где её отец служил у королевы Испании, Луизы-Елизаветы Орлеанской.
27 августа 1748 года вышла замуж за Жана-Андрэ Лепота, с 1753 года — королевского часовщика. Помогая супругу в его работе, мадам Лепот познакомилась с Жозефом Лаландом, приглашённым Французской академией наук оценить возможности применения в астрономии часов нового типа, разработанных её мужем. Вскоре Жан-Андрэ заинтересовался идеей создания астрономических часов и в 1755 году опубликовал «Трактат о часовом деле…» (фр. «Traité d’Horlogerie…»). Этот трактат содержал первую математическую работу Николь-Рейн — таблицы колебаний маятника.
В июне 1757 года Ж. Лаланд решил рассчитать точную дату возвращения кометы Галлея, учитывая гравитационное воздействие Юпитера и Сатурна на орбиту кометы. Он обратился за помощью к А. Клеро, план работ которого включал огромное количество вычислительной работы. Для помощи в вычислениях была приглашена и Николь-Рейн. 14 ноября 1758 года Клеро доложил Французской академии наук, что комета должна достигнуть своего перигелия 13 апреля 1759 года (в действительности это произошло 13 марта 1759 года, погрешность расчётов составила всего 31 день). В 1760 году Клеро описал вычисления траектории движения в своей работе «Теория комет» (фр. «Théorie des comètes»), не упомянув Николь-Рейн в списке сотрудничавших. Этот факт привёл к разрыву всяких рабочих отношений между Клеро и Лаландом, никогда более не участвовавших совместно в астрономических проектах. Позднее, в 1803 году, Лаланд за участие Николь-Рейн в вычислениях выразил ей признательность в своей работе «Астрономическая библиография» (фр. «Bibliographie Astronomique»).
В 1760—1776 годах Николь-Рейн Лепот принимала участие в вычислении таблиц для астрономического альманаха «Connaissance des temps», который редактировался Ж. Лаландом. В 1761 году она стала членом академии Безье, а в следующем, 1762–ом, году рассчитала и составила детальную карту кольцеобразного солнечного затмения, наблюдавшегося в Париже 1 апреля 1764 года. Позже Николь-Рейн участвовала в выпуске томов VII (1775—1784) и VIII (1785—1792) «Эфемерид небесных тел» (фр. «Ephémérides des mouvements célestes»).
Последние годы жизни провела в Сен-Клу, ухаживая за мужем, к 1774 году оставившим часовое дело и страдавшим нервным расстройством. Умерла за несколько месяцев до смерти супруга, 6 декабря 1788 года, в возрасте 66-и лет.
В честь Николь-Рейн Лепот названы лунный кратер и астероид (4559 P-L). Кроме того, в Париже и Дижоне есть улицы, носящие имя Николь-Рейн Лепот.

## Интересные факты
- Филибер Коммерсон, французский учёный-натуралист, в честь Николь-Рейн Лепот назвал «Потией» (Peautia, учитывая, что начальное «Ле» в фамилии представляет собой артикль) новый цветок, привезённый из Японии. Однако позже он обнаружил, что такое название уже было дано растению с Мадагаскара. Сохранилась запись учёного на ботанической иллюстрации: Peautia Coelestina nobis primum dicta, sed Hortensia melius diceretur («Вначале мы назвали Peautia Coelestina, но лучше назвать Hortensia»). Таким образом, цветок получил название «гортензия». В связи с этим можно встретить версию, что Гортензией в семье называли мадам Лепот[3][11].
- Не имея собственных детей, Николь-Рейн Лепот занималась воспитанием двух племянников мужа, приглашённых из Тон-ла-Лонг (Мёз) — родины всех известных часовщиков династии Лепот. Один из них, Жозеф Лепот, впоследствии работал в обсерватории Коллежа Четырёх Наций, став учеником Жерома Лаланда. Жозеф участвовал во 2-й экспедиции Кергелена (1773), после чего был избран профессором математики Военной школы Франции (1777). В 1785 году был избран во Французскую академию наук. В том же году началось участие Жозефа в кругосветном путешествии Лаперуза, во время которого он погиб вместе со всей экспедицией на острове Ваникоро.